# Paraleyrodes crateraformans
Paraleyrodes crateraformans là một loài côn trùng cánh nửa trong họ Aleyrodidae, phân họ Aleurodicinae.
Paraleyrodes crateraformans được Bondar miêu tả khoa học đầu tiên năm 1922.